# Metalectra pexiceras
Metalectra pexiceras là một loài bướm đêm trong họ Erebidae.